# Waiata (Corroboree)
Pour l’article homonyme, voir Corroboree (Australie).
 (septembre 2017).
Si vous disposez d'ouvrages ou d'articles de référence ou si vous connaissez des sites web de qualité traitant du thème abordé ici, merci de compléter l'article en donnant les références utiles à sa vérifiabilité et en les liant à la section « Notes et références ».
Albums de Split Enz
Beginning of the Enz (en)
(1980) Time and Tide
(1982)
Singles
1. One Step Ahead
Sortie : Novembre 1980
2. History Never Repeats
Sortie : 1981
3. I Don't Wanna Dance
Sortie : 1981

Waiata est le sixième album studio du groupe néo-zélandais de new wave Split Enz, sorti en 1981.
Il paraît, en Australie, sous le nom de Corroboree.

## Présentation
Le batteur Malcolm Green (en), en dépit de ses bonnes performances, est renvoyé avant la sortie de l'album en raison de désaccords avec le frontman du groupe, Tim Finn (en).
Le titre Ships était initialement intitulé Up to the Nines et Clumsy commence sa carrière en tant que Cheated.
Lors de son édition sur le marché américain, Noel Crombie a été ennuyé par le changement de pochette de l'album car il a une aversion pour la couleur marron.
Les chansons History Never Repeats et One Step Ahead sont parmi les premiers vidéoclips diffusés sur MTV lorsque la chaîne de télévision par câble est lancée aux États-Unis, en 1981.
Le titre bonus de la réédition australienne, In the Wars, est la face B du single One Step Ahead (en), enregistré aux AAV Studios de Melbourne et sorti en novembre 1980.

### Titre de l'album
Waiata est le terme maori désignant la chanson et le chant, alors que corroboree est le terme aborigène. Selon Noel Crombie (en), chanteur et ancien membre du groupe, l'intention était de nommer l'album à l'aide d'un mot indigène de chaque pays dans lequel il est lancé.
Le principe ne s'est, cependant, pas répandu et le seul pays à adopter ce changement est l'Australie qui lui donne l’appellation Corroboree. Le reste du monde conserve le titre original néo-zélandais Waiata.

### Classements
Bien qu'il se soit classé no 1 des charts australiens et néo-zélandais, l'album n'obtient pas le même succès et les énormes ventes de l'opus précédent True Colours.

## Liste des titres
|       | 'Face A'              |      |
| A1.   | Hard Act to Follow    | 3:17 |
| A2.   | One Step Ahead        | 2:52 |
| A3.   | I Don't Wanna Dance   | 3:33 |
| A4.   | Iris                  | 2:49 |
| A5.   | Wail                  | 2:52 |
| A6.   | Clumsy                | 3:31 |
|       | 'Face B'              |      |
| B1.   | History Never Repeats | 2:58 |
| B2.   | Walking Through Ruins | 4:05 |
| B3.   | Ships                 | 3:02 |
| B4.   | Ghost Girl            | 4:26 |
| B5.   | Albert of India       | 4:03 |
| 38:28 |                       |      |

| Titre bonus - Réédition limitée remasterisée digipack Australie (Mushroom Records, Warner Music Group, 2006) | Titre bonus - Réédition limitée remasterisée digipack Australie (Mushroom Records, Warner Music Group, 2006) | Titre bonus - Réédition limitée remasterisée digipack Australie (Mushroom Records, Warner Music Group, 2006) | Titre bonus - Réédition limitée remasterisée digipack Australie (Mushroom Records, Warner Music Group, 2006) | Titre bonus - Réédition limitée remasterisée digipack Australie (Mushroom Records, Warner Music Group, 2006) | Titre bonus - Réédition limitée remasterisée digipack Australie (Mushroom Records, Warner Music Group, 2006) | Titre bonus - Réédition limitée remasterisée digipack Australie (Mushroom Records, Warner Music Group, 2006) | Titre bonus - Réédition limitée remasterisée digipack Australie (Mushroom Records, Warner Music Group, 2006) | Titre bonus - Réédition limitée remasterisée digipack Australie (Mushroom Records, Warner Music Group, 2006) | Titre bonus - Réédition limitée remasterisée digipack Australie (Mushroom Records, Warner Music Group, 2006) |
| No | Titre | Durée | | | | | | | |
| --- | --- | --- | --- | --- | --- | --- | --- | --- | --- |
| 12. | In the Wars                                                                                                  | 3:33 | | | | | | | |
| 42:09 | | | | | | | | | |

## Crédits
| - Tim Finn : chant - Neil Finn : guitare, chant - Eddie Rayner : claviers, chant - Nigel Griggs : basse - Malcolm Green : batterie - Noel Crombie : percussions | - Production, ingénierie : David Tickle - Ingénierie (assistant) : Scott "Blackhand" Hemming - Management : Nathan Brenner |